# Mučedníci z Otranta
Antonio Primaldo a společníci či Mučedníci z Otranta byli Italové, kteří nechtěli konvertovat k islámu.

## Historie
V roce 1453 Osmané dobyli Konstantinopol. Byzantská říše definitivně zanikla. Teď už Osmané neohrožovali jen Balkán, ale i Evropu. V létě roku 1480 zaútočili na Apeninský poloostrov po neúspěšném obléhání ostrova Rhodos. Hlavním velitelem Osmanů byl vezír Gedik Ahmed Paša. Otranto bylo součástí Neapolského království, které bylo ve sporu s tehdejší Benátskou republikou. Benátky měly uzavřenou mírovou smlouvu s Osmanskou říší, neměly proto v úmyslu Otrantu pomoci. Vojsko neapolského krále Ferdinanda I. Ferranta (1423–1494) bojovalo v té době v Toskánsku.

## Obléhání
Po krátkém neúspěšném obléhání Rhodosu se Gedik Ahmed Paša zaměřil na krajní pobřeží Itálie, které bylo nejbližší k přístavům v Albánii. Turci se přiblížili k městu Otranto přibližně se 150 loďmi a 15 tisíci muži. Město mělo v té době 6 tisíc obyvatel a aragonské vojsko jej opustilo, protože bojovalo v Toskánsku. Hned na začátku obléhání byla vyslaná jako podmínka kapitulace žádost zříci se víry v Krista a konvertovat k islámu. Po odmítnutí tohoto požadavku bylo město ostřelováno z těžkých děl a 12. srpna padlo do rukou agresorů. Ti ho vyplenili a v místní katedrále zabili arcibiskupa Stefana Pendinelliho, kanovníky, řeholníky a věřící.

## Islám, nebo smrt
Noc před pádem města vyzval arcibiskup Stefano Pendinelli všechny obyvatele k obraně města, ve které buď nepřítele porazí nebo padnou při obraně křesťanství. Na konec jeho emotivního projevu pak všichni přijímali „tělo Kristovo“ (eucharistie). Na druhý den se Turci dostali do města. Mnoho obyvatel včetně velitele 400 obránců pod vedením neapolského hraběte Francesca Zurla bylo zmasakrováno. Zabit byl i starý arcibiskup Pendinelli. Většina žen a dětí byla odvlečena jako otroci do albánské Vlory.
Velitel Gedik Ahmed Paša nařídil, aby všichni zajatí muži byli předvedeni do tureckého tábora a tam nuceni ke zřeknutí se víry. Odpověď, kterou dal ve jménu všech Antonio Pezzulla, zvaný Primaldo byla okamžitá a rozhodná. Prohlásil že Ježíše Krista pokládají za Božího syna, svého Pána a pravého Boha a že chtějí radši tisíckrát zemřít než ho zapřít a stát se Turkem. Nato Ahmed Paša nařídil vykonání trestu smrti. Byly jim odseknuté hlavy, nebo rozčtvrceni mečem. Celý jeden rok byla nepochovaná těla nechaná na místě popravy, než je našla vojska poslaná osvobodit Otranto. V červnu 1481 byla jejich těla uložena v nedalekém chrámu nazvaném „k pramenům Minervy“, ale 13. října následujícího roku, byla přenesena do katedrály.

## Reakce Evropy
Osmanské vojsko také vyplenilo města Lecce, Taranto a Brindisi. Zcela zničili opatství San Nicola di Casole. Zprávy o děsivém masakru pobouřili velkou část Evropy. Neapolský král Ferdinand I. se svým synem, papež Sixtus IV., španělský vládnoucí pár Ferdinand Aragonský a Isabela Kastilská a uherský král Matyáš Korvín spojili své síly k vyhnání Osmanů a získání Otranta zpět. Koalice oblehla Otranto v květnu 1481. Koalici napomohlo že v tomto měsíci zemřel osmanský sultán Mehmed II. Boj o nástupnictví mezi jeho syny a také povstání křesťanů proti Osmanům v Albánii oslabilo turecké síly a v září 1481 bylo Otranto zpět v křesťanských rukách.

## Proces svatořečení
Dne 14. prosince 1771 byl potvrzen jejich kult všech 800 otrantských mučedníků bylo blahořečeno jako dosud největší skupinu osob v dějinách církve. da 6. července 2007 bylo uznáno jejich mučednictví. Svatořečeni byli 12. května 2013 papežem Františkem.

## Jiný pohled
Někteří historici, kupříkladu Francesco Tesco má poněkud odlišný názor. Muslimové obvykle nenutili židy a křesťany ke konverzi k islámu. Tato náboženství totiž uznávali a tolerovali. Naopak v téže době na Pyrenejském poloostrově probíhala reconquista, nucené obracení muslimů na křesťanskou víru. O masovém vraždění v Otrantu nepochybuje, ale důvodem byla spíše snaha exemplárně zastrašit další města, aby osmanským dobyvatelům nekladli odpor. Verze o mučednické smrti může být jen klasickým projevem vytváření křesťanské legendy.